# 2003 UG292
2003 UG292 est un objet transneptunien faisant partie des cubewanos. 

## Caractéristiques
2003 UG292 mesure environ 180 km de diamètre, mais son orbite est encore mal connue.